# Bernardino Varisco
Bernardino Varisco (Chiari, 20 aprile 1850 – Chiari, 21 ottobre 1933) è stato un filosofo, matematico e politico italiano.

## Biografia
Bernardino Varisco fu professore di filosofia teoretica all'Università di Roma dal 1905 al 1925 e senatore dal 1928. La formazione del suo pensiero coincide con la crisi del positivismo in Italia.
Laureato in matematica nel 1873 presso l'università di Pavia, aveva esordito insegnando matematica dal 1874 al 1905. Pur partendo da posizioni solidamente scientifiche, Varisco avverte sollecitamente il limite di ogni conoscenza che voglia essere esclusivamente composto di ragione, e scopre insieme la concomitante componente fideistica di ogni affermazione di verità.
Questo ricorso alla fede come sentimento del soprannaturale è utilizzato da Varisco sia per affermare la preminenza della filosofia come conoscenza concreta sui processi astrattivi della scienza (I massimi problemi, del 1910), sia per approdare ad uno spiritualismo pluralistico con forti accentuazioni teistiche (Dall'uomo a Dio, pubblicato postumo nel 1939).

## Opere
- Scienza e opinioni, Roma, Dante Alighieri, 1901.
- I massimi problemi,  Milano, Libreria Editrice Milanese, 1910.
- La patria, Roma, G. Garzoni Provenzani, 1913.
- Conosci te stesso, Milano, Libreria Editrice Milanese, 1912.
- La scuola per la vita. Scritti di educazione e di critica pedagogica raccolti da Vincenzo Cento, Milano, Isis, 1922.
- Linee di filosofia critica, Roma, A. Signorelli, 1925.
- Discorsi politici, Roma, De Alberti, 1926
- Sommario di filosofia, Roma, A. Signorelli, 1928
- Dall'uomo a Dio, postumo, a cura di Enrico Castelli e Giulio Alliney, Padova, CEDAM, 1939.